# Joseph Despard Pemberton
Pour les articles homonymes, voir Pemberton.
Joseph Despard Pemberton (23 juillet 1821-11 novembre 1893) est un arpenteur de Compagnie de la Baie d'Hudson (HBC), arpenteur-général de la colonie de l'Île de Vancouver, homme politique pré-confédération, homme d'affaires et fermier. Pemberton arpente le tracé de l'actuelle ville de Victoria et de plusieurs lotissements qui se sont développés le long du fleuve Fraser.

## Biographie

### Premières années
Né à Dublin dans le Royaume-Uni de Grande-Bretagne et d'Irlande, Pemberton étudie et enseigne l'ingénierie et l'arpentage en Irlande et s'implique dans le développement du réseau ferroviaire. Embauché par la Hudson's Bay Company (HBC), il devient arpenteur et ingénieur de la compagnie dans la colonie implantée sur l'île de Vancouver et qui représente, à ce moment, le principal site habité de l'actuelle Colombie-Britannique. Arrivé à Fort Victoria le 25 juin 1851, Pemberton travaille à arpenter les zones urbaines et rurales autour du district de Victoria. Son rôle comprenait également d'établir une politique de vente des terres et, lorsque son travail à Victoria est complété, il étudie le littoral allant de la future capitale provinciale jusqu'à Nanaimo. Il s'occupe également de la supervision lors de la construction de routes et de ponts. Il est aussi impliqué dans la construction de la première école et église de la colonie.

### Arpenteur colonial
En 1857, à titre d'arpenteur-général de la colonie de l'Île de Vancouver, Pemberton explore Cowichan Bay et Alberni Inlet.
Entre 1858 et 1859, il ébauche des plans de sites pour les villes de Fort Yale, Fort Hope, Port Douglas (en) et Derby (maintenant Fort-Langley) durant la ruée vers l'or du canyon du Fraser et afin de choisir une capitale pour la nouvelle colonie de la Colombie-Britannique (1858-1866).
Après avoir quitté la HBC, il agit en tant qu'arpenteur-général de la colonie de l'Île de Vancouver jusqu'en 1864. Il supervise le développement agricole de l'île Saltspring à Comox. Il rédige la loi de préemption de 1860 qui permet aux colons d'occuper des terres non arpentées jusqu'à une surface de 160 acres.
Pemberton fait l'acquisition de Gonzeles Estate, une vaste étendue agricole près de Victoria et fait alors partie de l'élite foncière de la HBC que le réformateur Amor De Cosmos nommait family-company compact.

### Politique
S'impliquant en politique dès son arrivée dans la colonie, il est membre de l'Assemblée législative de l'Île de Vancouver de son élection en août 1856 jusqu'en décembre 1859. Il est ensuite membre du conseil exécutif représentant le district de Victoria de la colonie de 1864 à 1868. À ce conseil, il rédige la résolution qui réclame l'« admission de la Colombie-Britannique dans la Confédération canadienne à des conditions justes et équitables ».

### Dernières années
Après sa retraite de la politique, il continue d'exploiter sa ferme et travaille comme juge de paix. En 1887, il fonde avec son fils Frederick Bernard la firme d'arpentage J.D. Pemberton and Son, Surveyors, Civil Engineers and Financial Agents.
Pemberton meurt à Oak Bay en novembre 1893 et est inhumé au cimetière Ross Bay de Victoria.

## Famille
Pemberton est le père de la peintre Sophie Pemberton (1869-1959).

## Hommage
La ville de Pemberton dans le district régional de Squamish-Lillooet est nommé en son honneur.